# Parmer County
Parmer County je okres ve státě Texas v USA. K roku 2010 zde žilo 10 269 obyvatel. Správním městem okresu je Farwell. Celková rozloha okresu činí 2 292 km².